# Chlidones albostrigatus
Chlidones albostrigatus är en skalbaggsart som beskrevs av Leon Fairmaire 1897. Chlidones albostrigatus ingår i släktet Chlidones och familjen långhorningar.
Artens utbredningsområde är Madagaskar. Inga underarter finns listade i Catalogue of Life.